# Cima Fertazza
Il Fertazza è una montagna delle Dolomiti di Zoldo (provincia di Belluno) che raggiunge i 2.101 m s.l.m.. Posto a nord del monte Civetta, separa la val Cordevole dalla Val Fiorentina e i territori comunali di Selva di Cadore a nord ed Alleghe a sud.

## Descrizione
Cima Fertazza è il punto più alto e panoramico del comprensorio sciistico Ski Civetta, nonché uno dei punti panoramici sulle Dolomiti UNESCO più suggestivi sebbene poco conosciuto, in particolare sulla parete Nord del monte Civetta, sui monti Pelmo, Antelao e Marmolada, oltre alla Val Fiorentina e al lago di Alleghe.  L’accesso principale a Cima Fertazza avviene da Pescul, una frazione di Selva di Cadore, tramite due seggiovie. Alleghe è situata nelle vicinanze, ma non è collegata direttamente alla cima né tramite impianti né tramite sentieri agevoli.

## Rifugi
Sul Monte Fertazza sono presenti il Ristoro Belvedere - Cima Fertazza (m 2.082) nelle immediate vicinanze della cima, oltre ai ristori Fertazza (m 1.839) e La Ciasela (m 2.032).

## Punti di interesse

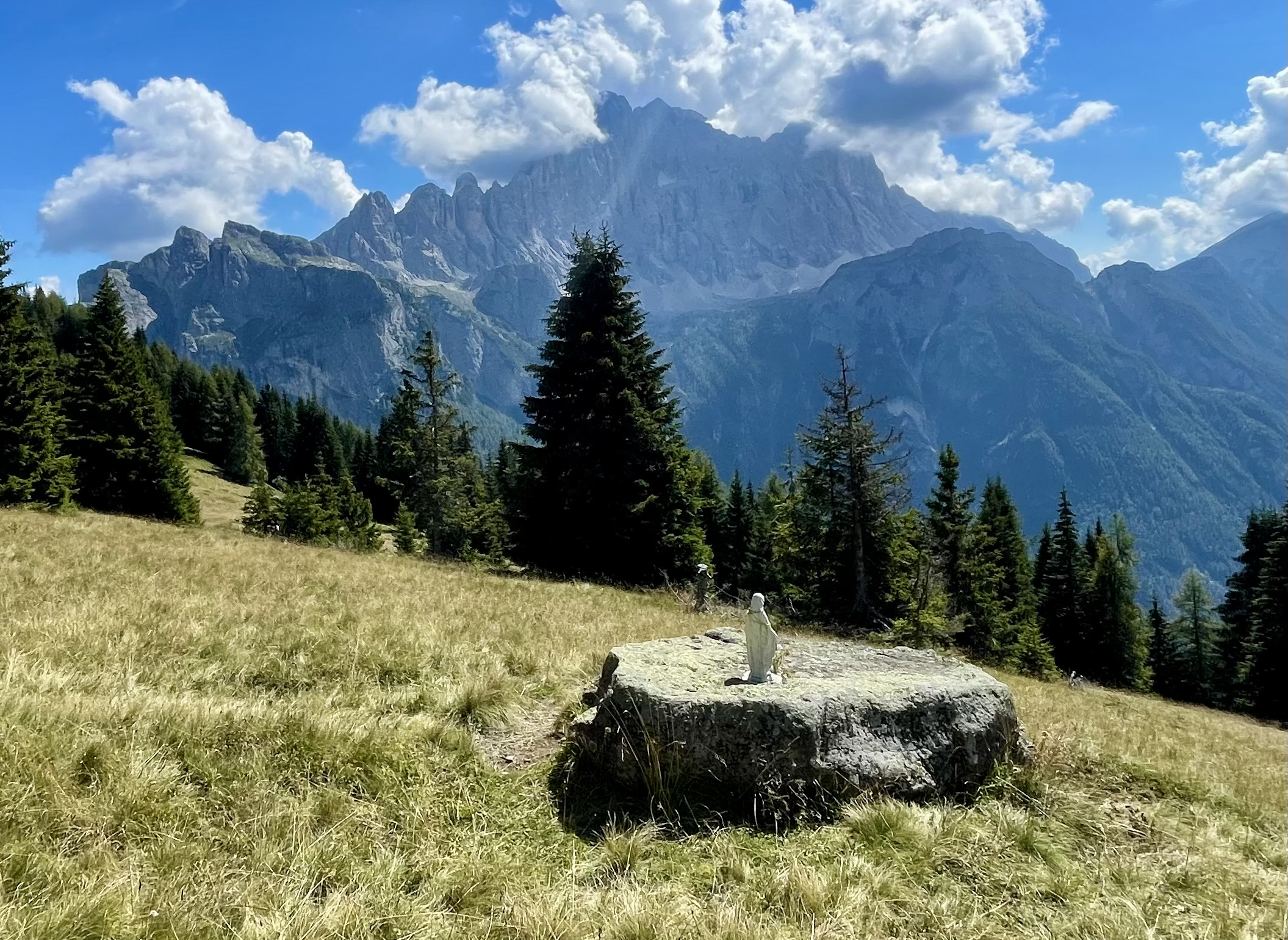
Madonnina Bianca del Fertazza

A poca distanza dal punto panoramico di Cima Fertazza, in corrispondenza dei prati in direzione Alleghe e Col Davagnin, è presente la Madonnina Bianca del Fertazza (in ladino Madonnina de Ciemp) posizionata su un sasso, con lo sguardo rivolto verso il panorama del monte Civetta.

## Storia
Sul monte Fertazza ci sono testimonianze della presenza umana a partire dall'epoca romana. In particolare a poca distanza dalla cima è possibile visitare le iscrizioni romane di Col Davagnin.
Il monte Fertazza è stato territorio di confine durante la prima guerra mondiale (1915-1918) tra la Val Fiorentina "Tirolese" e la valle di Cordevole "Bellunese". A testimonianza della presenza bellica sono ancora visibili gallerie e trincee.
Nel 2025, nei pressi della vetta della Cima Fertazza, è stata realizzata una scultura lignea denominata Cervo del Fertazza, opera dell’artista Martalar. Alta circa sette metri, la scultura rappresenta un cervo in posizione dominante ed è stata realizzata impiegando legno di recupero proveniente dagli alberi abbattuti dalla tempesta Vaia del 2018.
L’opera, concepita come simbolo di forza, rinascita e rispetto per l’ambiente montano, si inserisce nel più ampio percorso artistico dell’autore, noto per la creazione di installazioni naturalistiche in varie località dell’arco alpino.